# Plectiscus ridibundus
Plectiscus ridibundus är en stekelart som först beskrevs av Johann Ludwig Christian Gravenhorst 1829.  Plectiscus ridibundus ingår i släktet Plectiscus och familjen brokparasitsteklar. Arten är reproducerande i Sverige. Inga underarter finns listade i Catalogue of Life.